# Elena Varzi
Elena Varzi, född  21 december 1926  i Rom, död 1 september 2014 i Sperlonga, var en italiensk skådespelare, en av de många som under neorealismens storhetstid rekryterades till filmen nästan direkt från gatan, utan att ha någon som helst utbildning för yrket. Hennes framgångsrika men mycket korta karriär varade endast några år under vilka hon medverkade i åtta filmer. Som skådespelare är hon framför allt ihågkommen för de fyra första av dem.
Varzi upptäcktes av Renato Castellani som direkt gav henne en huvudroll i sin film Vårkänslor (1949), den andra i hans neorealistiska trilogi. Rollen som typisk sicilianska var en vinstlott för Varzi som omedelbart efter Castellanis film blev erbjuden den kvinnliga huvudrollen i Pietro Germis sicilianska drama Hoppets väg (1950). Recensionerna var mycket positiva och framställde Varzi som den italienska dramafilmens nästa stora stjärna. Hennes tredje filmroll i Curzio Malapartes enda film Il Cristo proibito (1951) befäste intrycket av att hon var som bäst i dramatiska roller. En sådan fick hon även i Giuseppe De Santis neorealistiska klassiker Rom klockan 11 (1952) där hon gör en övertygande tolkning av en ogift och djupt olycklig maskinskriverska som väntar barn med sin gifta arbetsgivare och därför söker nytt jobb.
Varzi gifte sig 1950 med skådespelaren Raf Vallone som hon träffade under inspelningen av Germis film. Det blev början till slutet på en lovande karriär. Vallone medverkade i alla Varzis filmer därefter och det blev efter en tid uppenbart att det var han som valde filmerna och att det var han som var stjärnan i dem. Efter Antonio Leonviolas krigsfilm Uppdrag utan återvändo (1954) satte Varzi punkt och blev hemmafru, ett för tiden vanligt slut på en gift italiensk skådespelerskas karriär.